# SN 2005jz
SN 2005jz – supernowa typu Ia odkryta 11 października 2005 roku w galaktyce A013127-0037. W momencie odkrycia miała maksymalną jasność 22,40m.